# SpVgg Ilvesheim
Die Spielvereinigung 03 Ilvesheim e.V. ist ein deutscher Sportverein aus der Gemeinde Ilvesheim in Baden-Württemberg.

## Fußball
Ilvesheim spielte in der Saison 1953/54 sowie von 1960 bis 1966 in der 1. Amateurliga Nordbaden, seither spielte der Klub auf lokaler Ebene. 

## Bekannte Sportler
- Erich Wolf (1940–2012), Fußballspieler